# Kam šel je čas ... (album)
Kam šel je čas ... je 8. album Ansambla Modrijani, ki je izšel leta 2007 pri založbi VOX. Istega leta je bil nagrajen s srebrno ploščo.
Posebnost zgoščenke je, da so vse skladbe posnete v »a cappella« izvedbi, to pomeni brez spremljave, le pevsko. Večina skladb je ljudskih.

## Seznam pesmi
| Št. | Naslov                        | Pisec                                      | Dolžina |
| --- | ----------------------------- | ------------------------------------------ | ------- |
| 1.  | „Dekle s črnimi očmi‟         | ljudska/ljudska/Avgust Skaza               | 3:16    |
| 2.  | „Pa že sončece sije‟          | ljudska/ljudska/Franc Šegovc               | 1:39    |
| 3.  | „Kam šel je čas‟              | Franc Šegovc                               | 2:31    |
| 4.  | „Megla iz jezera‟             | Franc Šegovc                               | 1:36    |
| 5.  | „Hodil sem po sončnih tratah‟ | ljudska/ljudska/Avgust Skaza               | 1:58    |
| 6.  | „Oj, Božime‟                  | ljudska/ljudska/Avgust Skaza               | 2:18    |
| 7.  | „Ko b' sodov ne b'lo‟         | ljudska/ljudska/Avgust Skaza               | 1:23    |
| 8.  | „Vsi so venci vejli‟          | ljudska/ljudska/Avgust Skaza               | 1:47    |
| 9.  | „Najina naveza‟               | Tine Lesjak/Franci Smrekar/Avgust Skaza    | 2:50    |
| 10. | „Zrajški šmirarji‟            | Jurij Vodovnik/Jurij Vodovnik/Avgust Skaza | 2:08    |

## O pesmih
- Kam šel je čas - Skladba se nahaja tudi na predhodnem albumu Poljub pod pajčolanom.
- Vsi so venci vejli - Prekmurska ljudska pesem. Pred Modrijani je za njeno prepoznavnost in priljubljenost z izvajanjem poskrbel Vlado Kreslin.[1]
- Najina naveza - S to skladbo so Modrijani leta 2007 zmagali v oddaji Radia Celje Domače 4.[2]
- Zrajški šmirarji - Ponarodela skladba, ki jo je v 19. stoletju ustvaril slovenski ljudski pesnik Jurij Vodovnik. Del te pesmi, poimenovan "Le na nuoge, Zrajški šmirarji", je od leta 2013 himna Občine Zreče. To skladbo je poleg drugih Vodovnikovih pesmi med drugim veliko izvajal tudi Ansambel Fantje izpod Rogle.[3]